# Helenen-Paulownen-Mausoleum

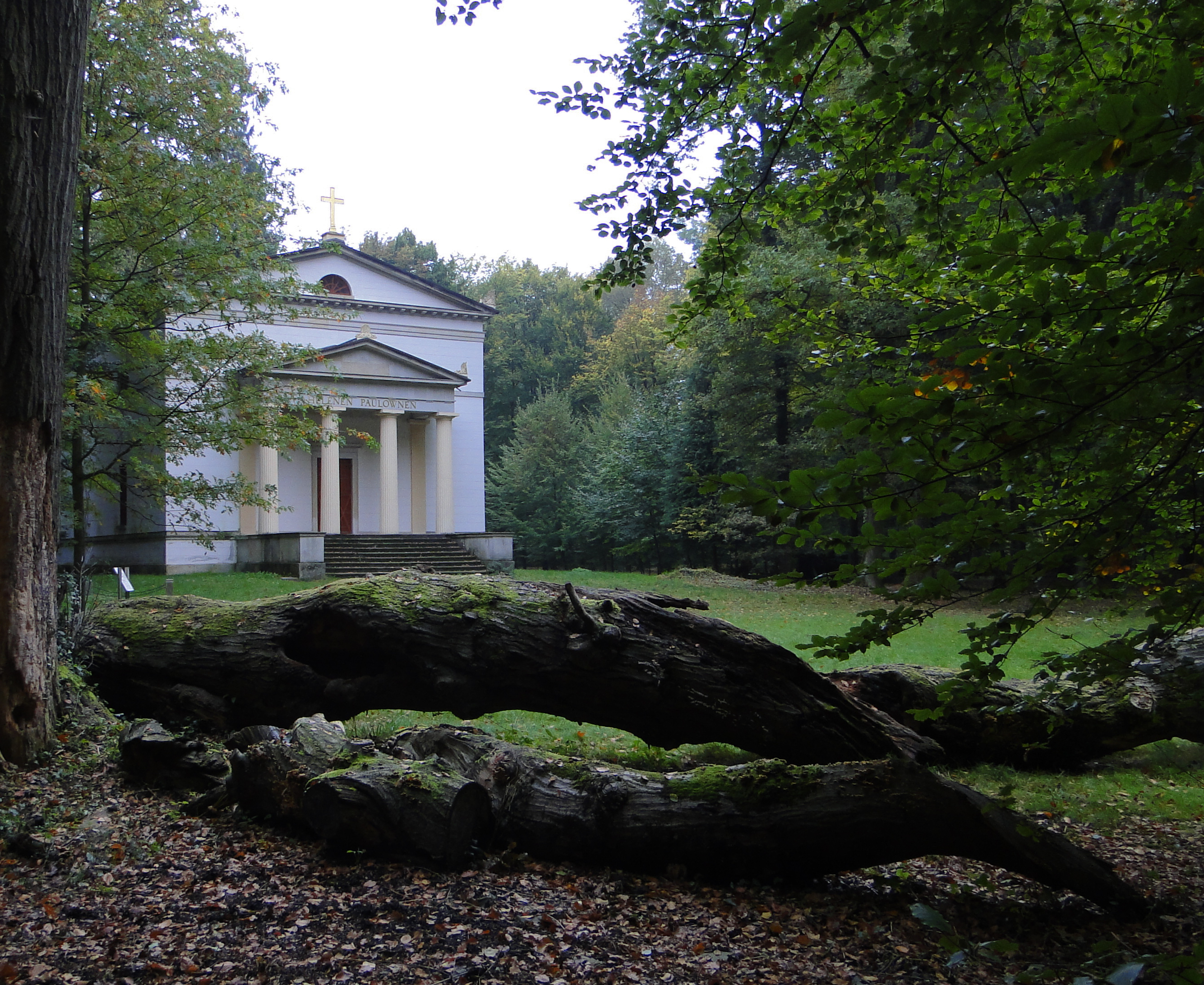
Helenen-Paulownen-Mausoleum (2014)

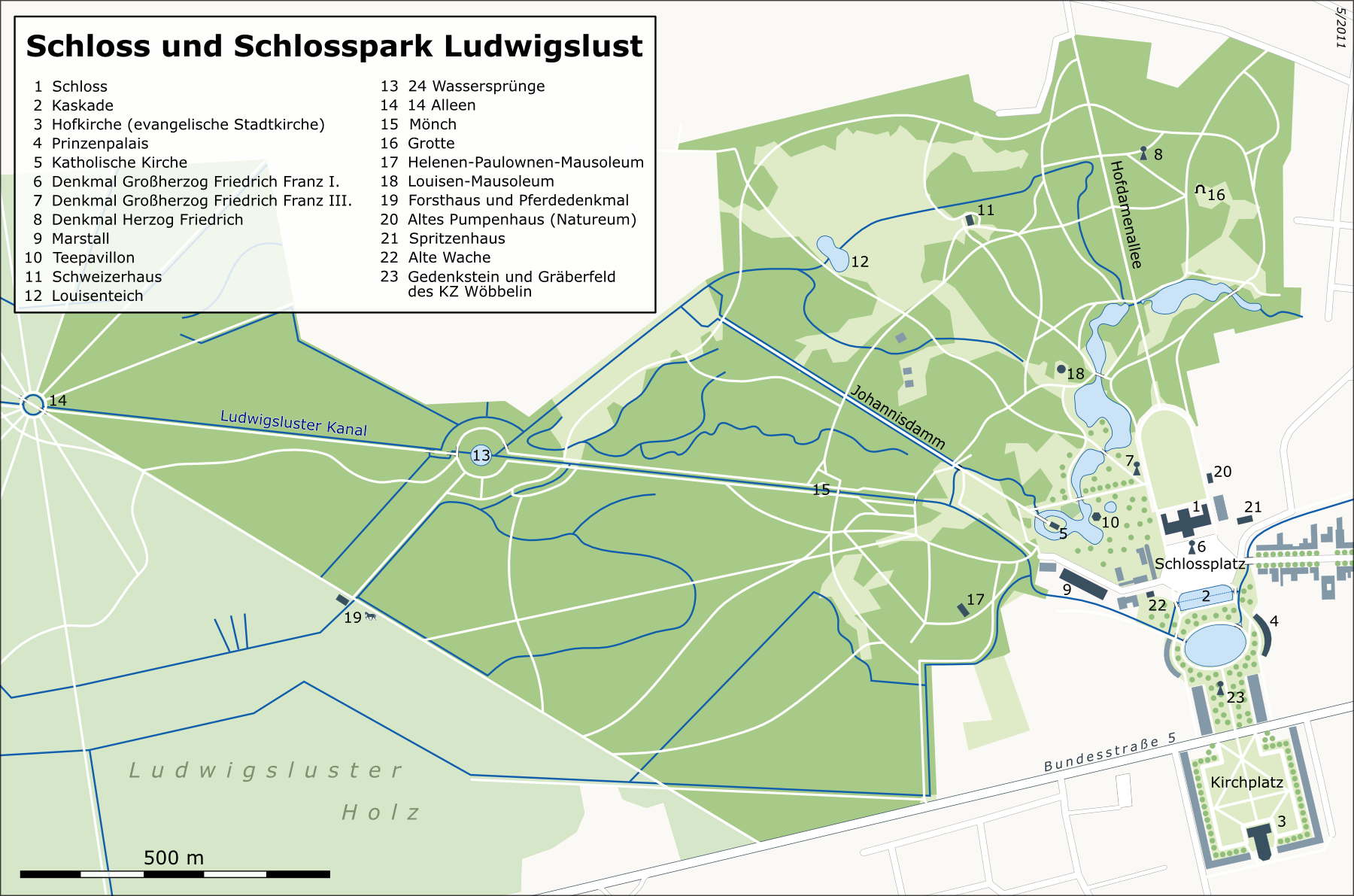
Lage des Mausoleums (17) im Schlosspark

Das Helenen-Paulownen-Mausoleum ist ein denkmalgeschütztes Mausoleum im Schlosspark von Schloss Ludwigslust. Errichtet für Helena Pawlowna Romanowa, diente es in der Folge elf weiteren Angehörigen bzw. Ehegatten des großherzoglichen Hauses von Mecklenburg-Schwerin als Grablege.

## Der Bau und seine Geschichte

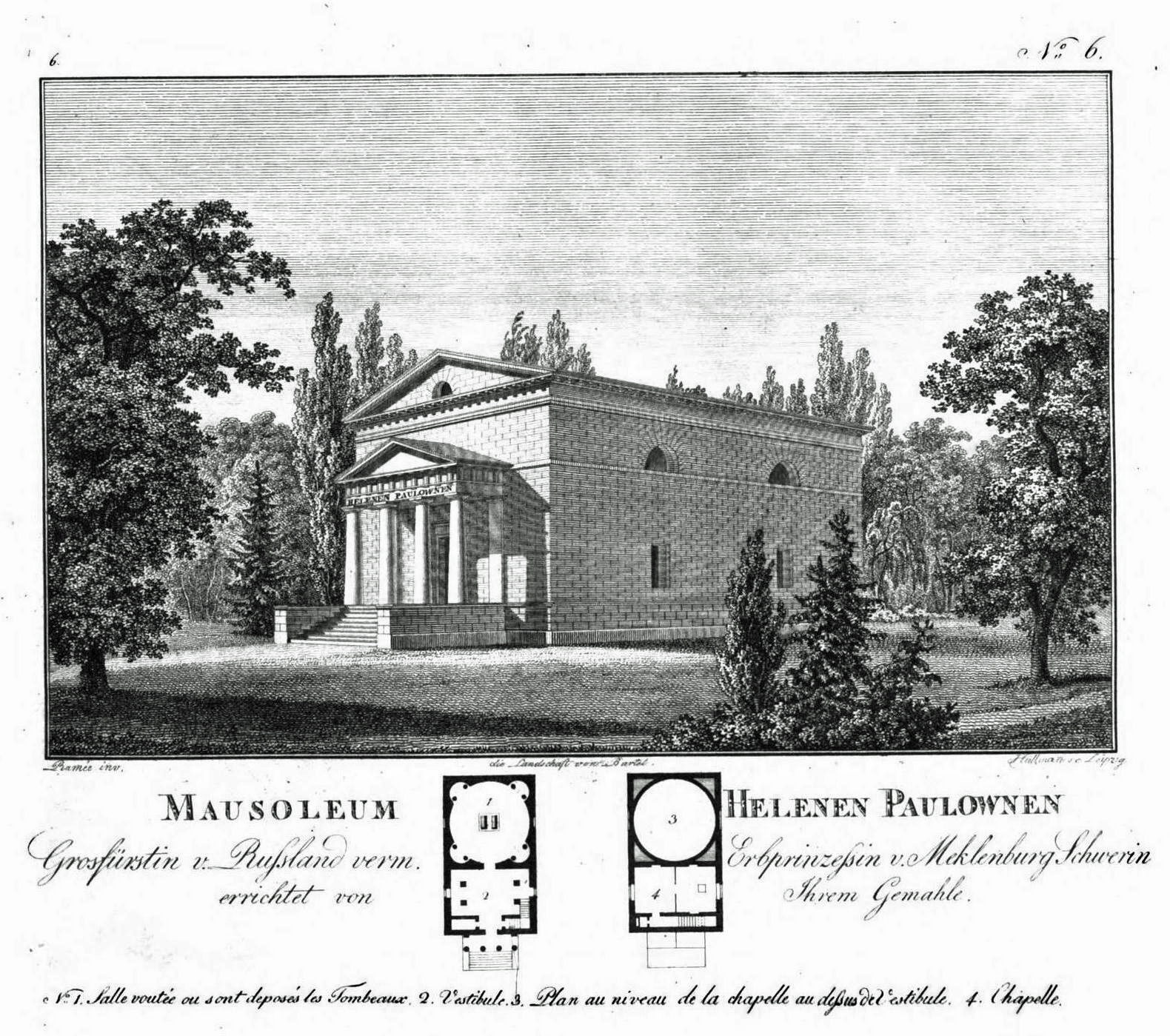
Architekturzeichnung und Grundriss 1806

### Helenas Mausoleum
Helena Pawlowna Romanowa war die zweite Tochter von Zar Paul I. von Russland (1754–1801) und dessen zweiten Ehefrau, der als Prinzessin Sophie Dorothee von Württemberg geborenen Zarin Maria Feodorowna (1759–1828). Am 23. Oktober 1799 wurde die 14 Jahre alte Großfürstin Helena in Gattschina mit dem Erbprinzen Friedrich Ludwig zu Mecklenburg (1778–1819), ältester Sohn des Großherzogs Friedrich Franz I. und dessen Frau Prinzessin Luise von Sachsen-Gotha, verheiratet. Sie erkrankte kurz nach der Geburt ihrer Tochter Marie Luise Friederike (1803–1862) vermutlich an einer Lungenentzündung und starb im Alter von 18 Jahren am 24. September 1803.

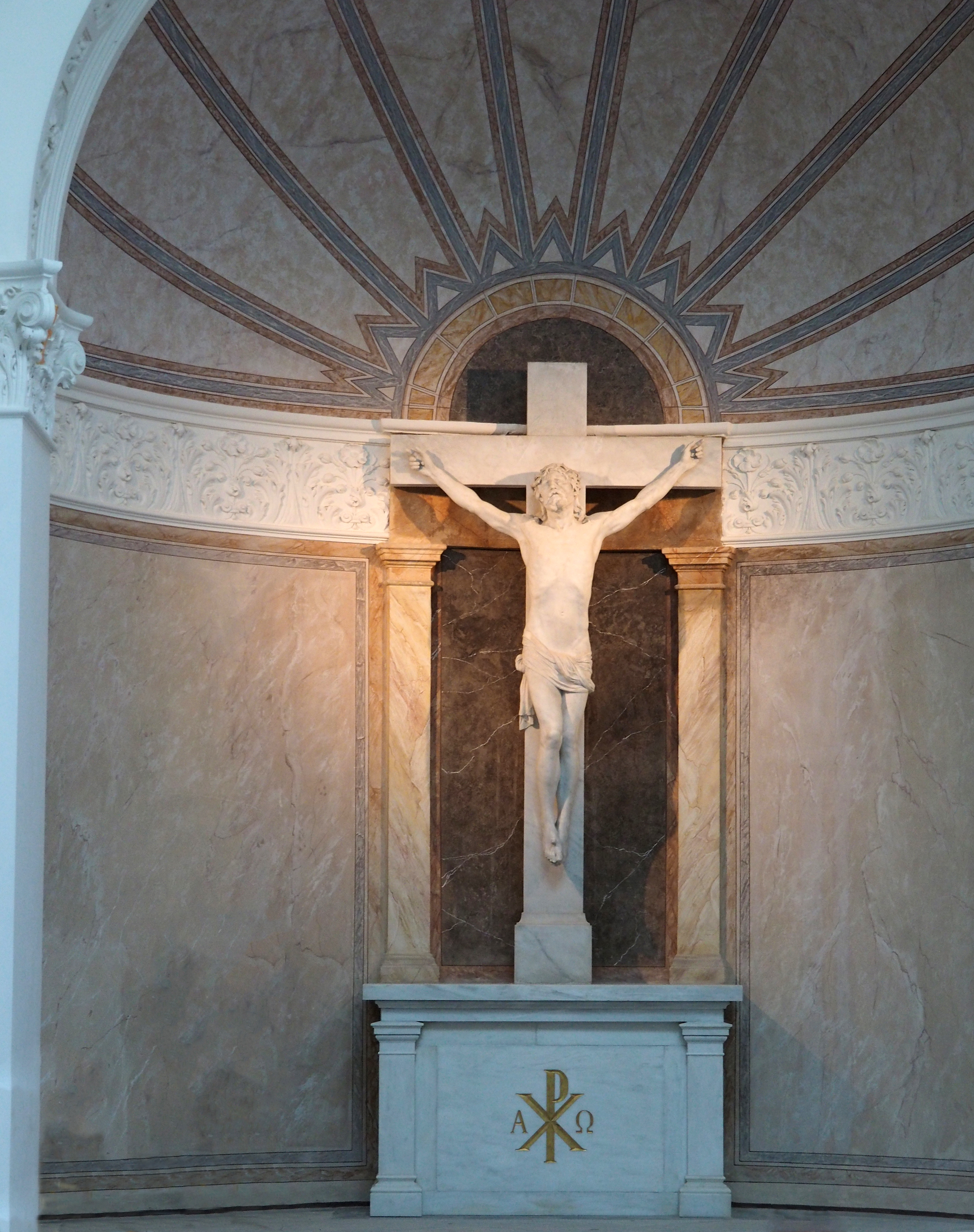
Innenraum

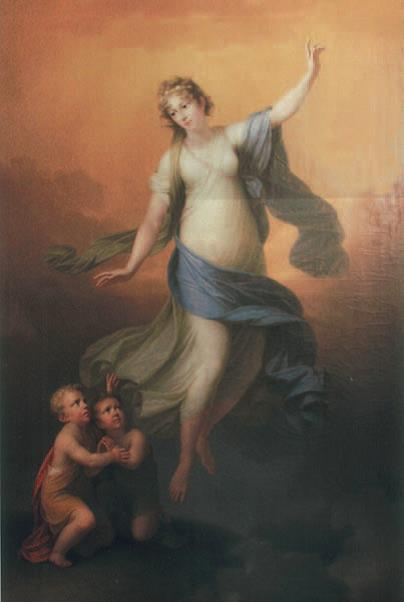
Apotheose der Helena Paulowna von Rudolph Suhrlandt

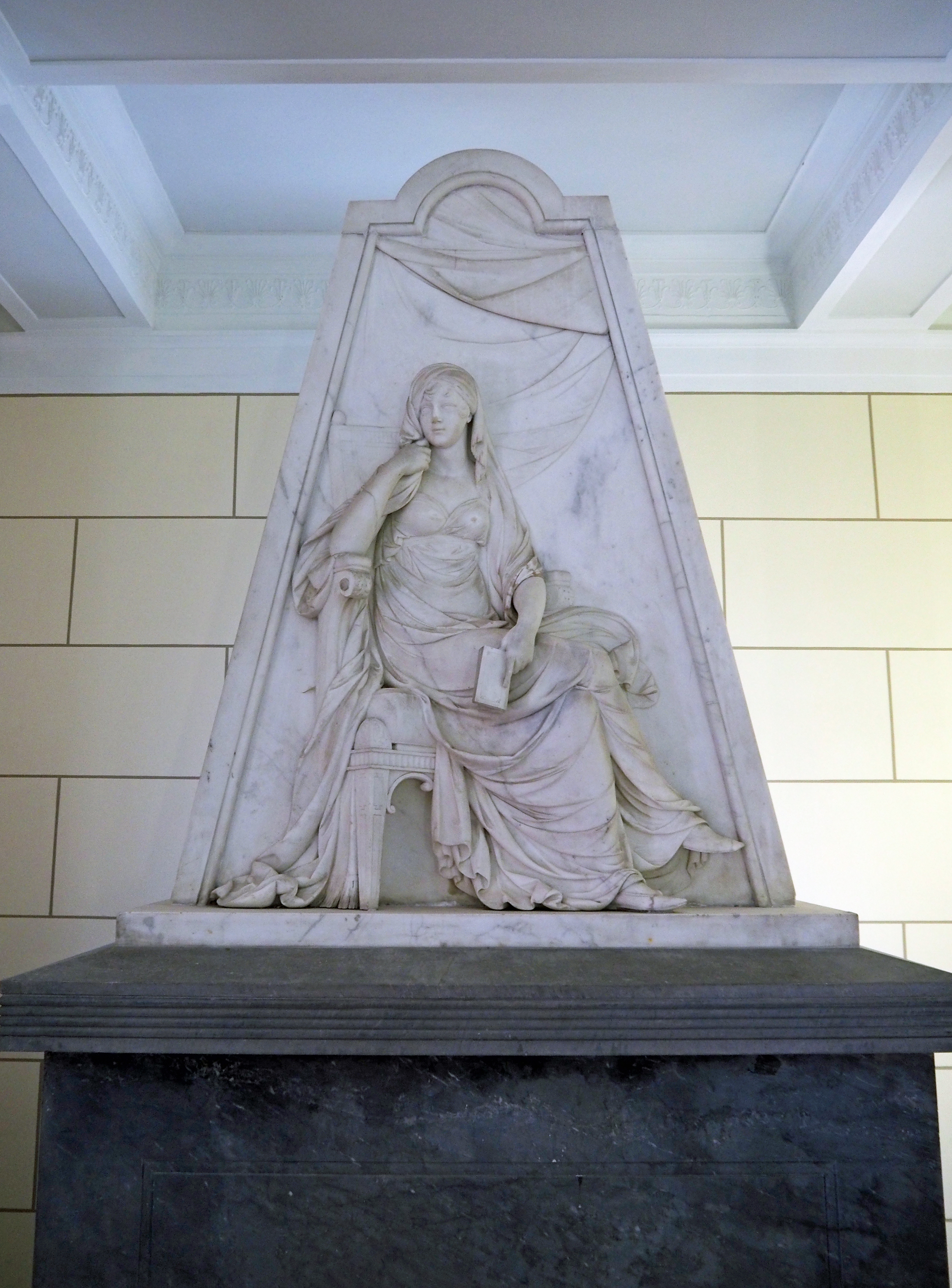
Relief der Prinzessin Helena Pawlowna im Mausoleum

Erbprinz Friedrich Ludwig ließ ihr ein klassizistisches Mausoleum errichten, für das Joseph Christian Lillie und Joseph Ramée Pläne entwarfen. Umgesetzt wurde der Entwurf Ramées; nach Auffassung des britischen Architekturhistorikers Paul V. Turner jedoch unter Übernahme von Planungselementen Lillies. Der Bau in einer ruhigen Ecke des Schlossparks mit altem Eichen- und Buchenbestand wurde in den Jahren 1804 bis 1806 unter der Leitung des Hofgärtners Schmidt ausgeführt und kostete über 30.000 Reichstaler. Neben dem alten Baumbestand ließ Friedrich Ludwig neue Anpflanzungen von Koniferen, Weiden, Pappeln und Blumenstöcken anlegen.
Das Mausoleum ist ein Ziegelsteinbau mit Kalkputz auf der Grundlage eines länglichen Vierecks von 20 × 12 Metern. Den Eingang bildet eine von vier Säulen dorisch-toskanischer Ordnung aus Sandstein getragene Vorhalle (Peristyl). Am Architrav ist in vergoldeten Buchstaben die Widmungsinschrift HELENEN PAULOWNEN angebracht. Neun Stufen führen zur Tür aus Mahagoni, mit Bronze verziert. Durch ein Vestibül kommt man in die innere Grabkapelle, die ursprünglich mit einer Kugelwölbung aus Stuck versehen war, die auf blauem Grund goldene Sterne zeigte. In der Mitte der Grabkapelle standen zwei Marmor-Sarkophage nebeneinander, einer für Helene Paulowna, der andere war für den Erbprinzen Friedrich Ludwig vorgesehen, der dort erst achtzehn Jahre später beigesetzt wurde. An den vier Ecken der die Sarkophage umgebenden Estrade standen vier Bronze-Kandelaber. Eine Decke aus karmesinroten, mit Gold besticktem Samt lag über dem Sarkophag.
Im Vestibül links an der Wand steht auf einem Untersatz von dunkelgrauem Marmor ein klassizistisches Reliefbild der Großfürstin und Erbprinzessin Helene Paulowna aus weißem Marmor, das der auf solche Memorialskulpturen spezialisierte Londoner Bildhauer Peter Rouw ausführte und signierte.
Im Obergeschoss des Vestibüls, aus dem eine Treppe hinaufführt, befand sich eine russisch-orthodoxe Kapelle. Die Ikonostase dieser Kapelle bemalte Rudolph Suhrlandt mit Heiligenbildern und der Verherrlichung der Prinzessin Helena Pawlowna (1806). Die Kapelle diente der Abhaltung von Gedächtnisgottesdiensten im orthodoxen Ritus, für die der Zar zweimal jährlich Gesandtschaftspriester der russischen Gesandtschaft aus Berlin nach Ludwigslust schickte. Das Gemälde kam 1882 in die Sammlung des Großherzoglichen Museums.

### Umgestaltung 1897–1898
Der kränkliche und deshalb meist in Cannes weilende Großherzog Friedrich Franz III. hatte den Wunsch geäußert, nicht in dem viel zu unruhigen Dom in Schwerin bestattet zu werden, sondern in dem unweit des Ludwigsluster Schlosses errichteten Mausoleum. Durch die persönlichen Kontakte Friedrich Franz III. zum großherzoglichen Geheimen Oberbaurat Georg Daniel wurden dessen Vorschläge vom Großherzog unter Umgehung der Behörden abgesprochen und einer davon zur Ausführung bestimmt. Dieser Umbau begann dann auch unmittelbar nach dem Tod des Großherzogs im April 1897 durch Daniel, nachdem der zuständige Oberhofbaurat Hermann Willebrand offiziell darüber informiert war. Dabei erhielt der Innenraum den Charakter eines von Säulen getragenen, mit einem Glasdach geschlossenen griechischen Hypäthralbaus, dem sich eine neu erbaute Apsis anschließt. Die Apsis wurde ab November 1900 durch ein großes, von Herzog Johann Albrecht gestiftetes und von Wilhelm Wandschneider ausgeführtes Marmorkruzifix geprägt. Anstelle der Sarkophage von Helena und Friedrich Ludwig schmückte nun der Sarkophag von Friedrich Franz III. den zentralen Innenraum. Nachdem die Umbauarbeiten im Juni 1898 fertig gestellt waren, erhielt Daniel das festgesetzte Honorar von 1500 Mark ausgezahlt.

### Spätere Verwendung
Das Ludwigsluster Mausoleum wurde als Grablege der Familie genutzt und gepflegt. Als letzte wurde Großherzogin Anastasia, die ihren Gatten Friedrich Franz III. um fast 25 Jahre überlebte, im März 1922 hier beigesetzt.
Während der Besatzungszeit nach dem Zweiten Weltkrieg war in das Mausoleum eingebrochen und die Deckel der Scheinsarkophage verschoben worden. Infolge Materialknappheit konnte das Gebäude nur einbruchssicher verschlossen werden.
1970 wurde es als Zentraldepot für das damalige Museums für Ur- und Frühgeschichte Schwerin ausgebaut. 1977 zog man eine Stahlkonstruktion für Regale und als Zwischendecke ein, die Innenarchitektur wurde dabei aber nicht beschädigt. 2001 wurde es dann wegen akuter Einsturzgefahr freigezogen. Unter der Obhut des Betriebes für Bau- und Liegenschaften, Abt. Staatliche Schlösser und Gärten in Mecklenburg-Vorpommern, wurden ab 2003 umfangreiche Sanierungs- und Restaurierungsarbeiten durchgeführt.

## Beisetzungen

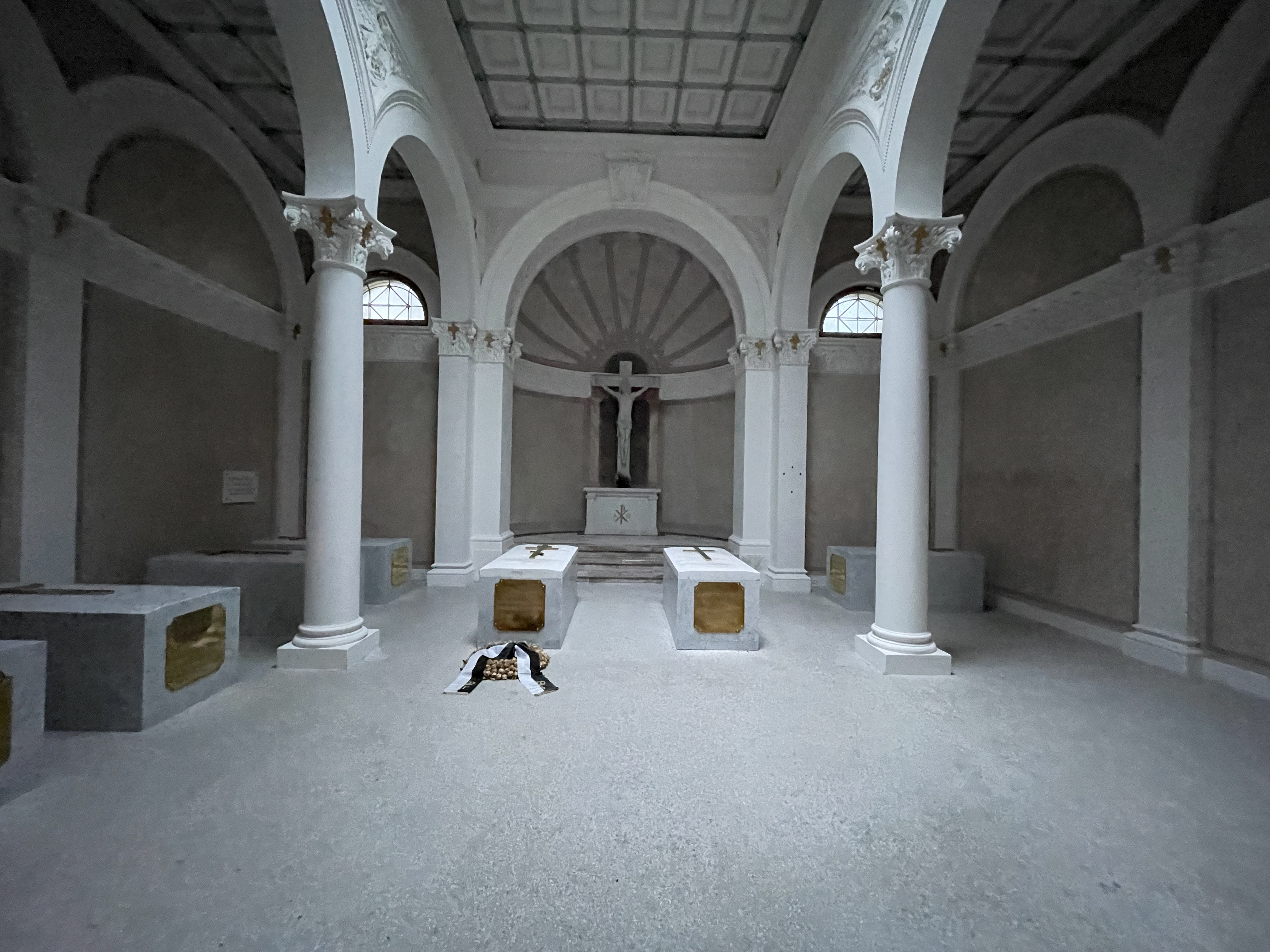
Blick vom Vorraum ins Mausoleum, 2023

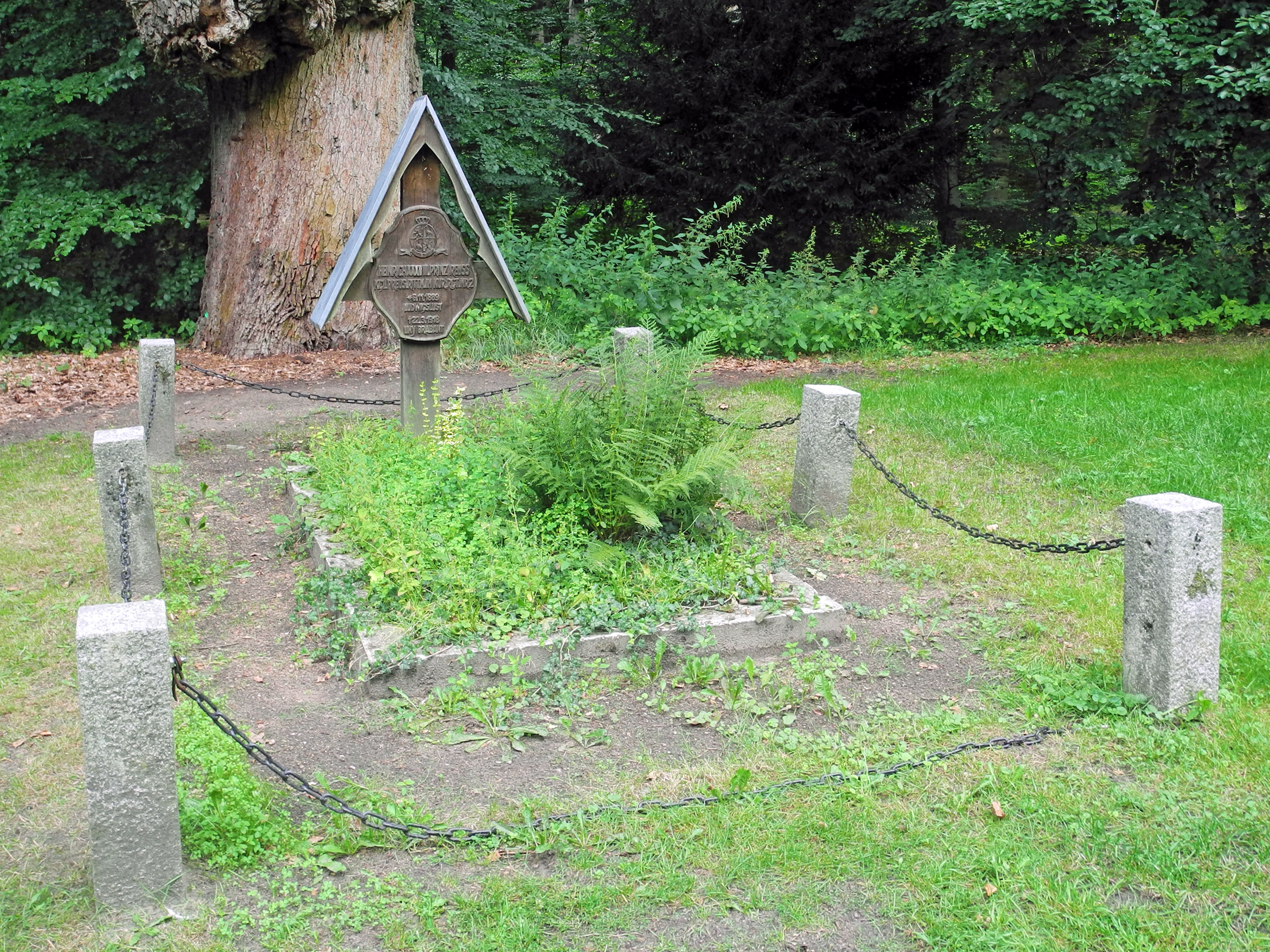
In unmittelbarer Nähe des Mausoleums befindet sich unter einer alten Eiche das Grab von
Heinrich XXXVIII. Reuß († 1918, gefallen), Sohn von Heinrich XVIII. und Charlotte - Inschrift: HEINRICH XXXVIII. PRINZ REUSS KGL. PREUS. RITTM. IM KUR. RGT. NR. 2 * 6.11.1868 LUDWIGSLUST † 22.3.1918 LINY BRABANT

Im Helenen-Paulownen-Mausoleum sind in chronologischer Reihenfolge beigesetzt:
1. Helena Paulowna
2. Karoline Luise von Sachsen-Weimar-Eisenach (* 1786; † 1816), zweite Frau von Erbprinz/Erbgroßherzog Friedrich Ludwig
3. Magnus, Herzog zu Mecklenburg (* 1815; † 1816), Sohn von Friedrich Ludwig
4. Erbgroßherzog Friedrich Ludwig zu Mecklenburg (* 1778; † 1819)
5. Albrecht (Albert), Herzog zu Mecklenburg (* 1812; † 1834), Sohn von Friedrich Ludwig
6. Albrecht (Albert) von Sachsen-Altenburg (* 1827; † 1835), Sohn von Marie zu Mecklenburg (1803–1862) und Georg (Sachsen-Altenburg)
7. Auguste von Hessen-Homburg (* 1776; † 1871), dritte Frau von Friedrich Ludwig
8. Großherzog Friedrich Franz III.
9. Heinrich XVIII. Reuß (* 1847; † 1911), Ehemann von Charlotte zu Mecklenburg, der Tochter von Wilhelm zu Mecklenburg
10. Olga (* 1916; † 1917), Tochter von Großherzog Friedrich Franz IV.
11. Großherzogin Anastasia (* 1860; † 1922), Frau von Großherzog Friedrich Franz III.

Die Marmor-Sarkophage
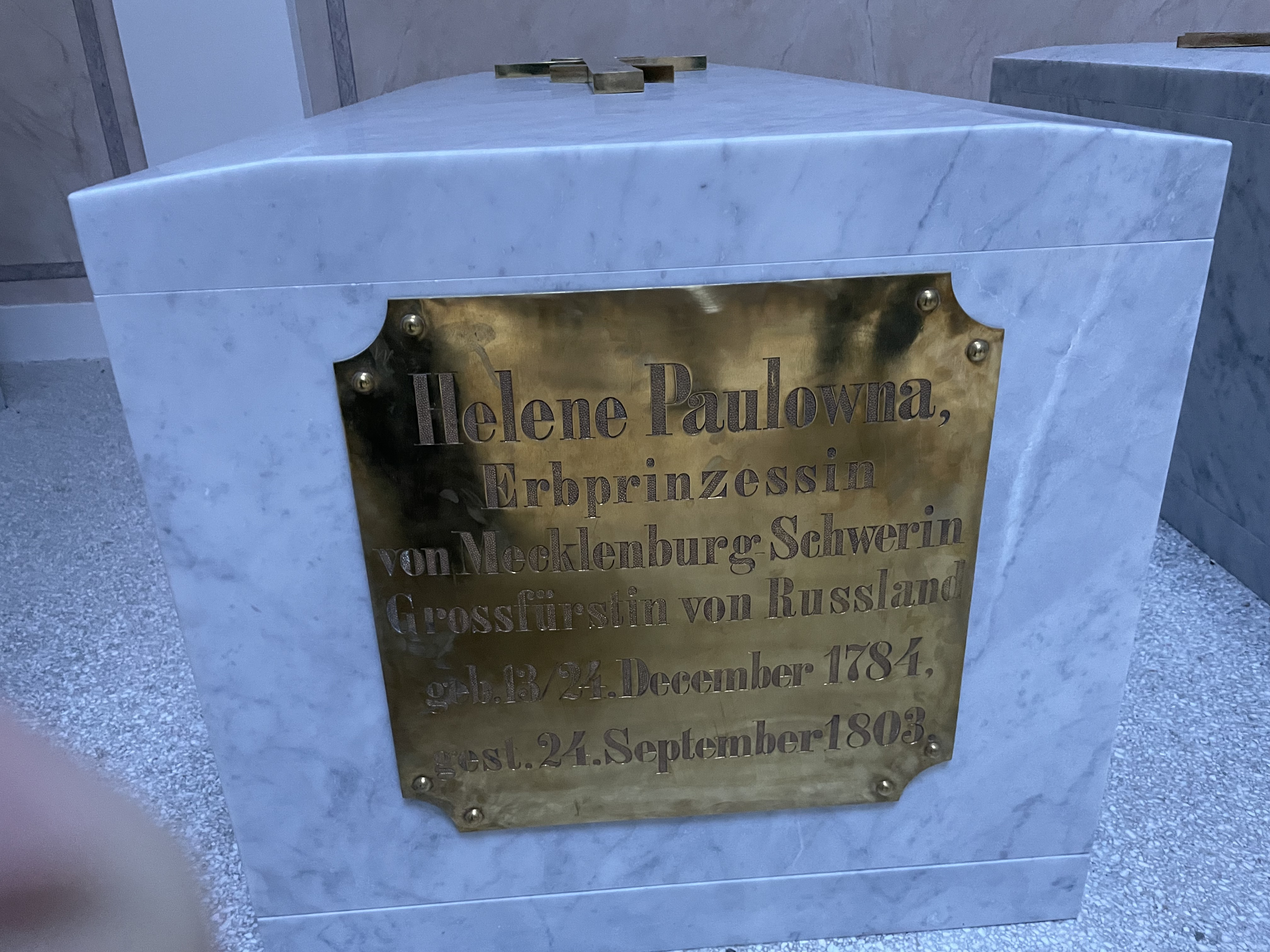
Inschrift: Helene Paulowna, Erbprinzessin von Mecklenburg-Schwerin Großfürstin von Russland geb. 13./24. Dezember 1784, gest. 24. September 1803
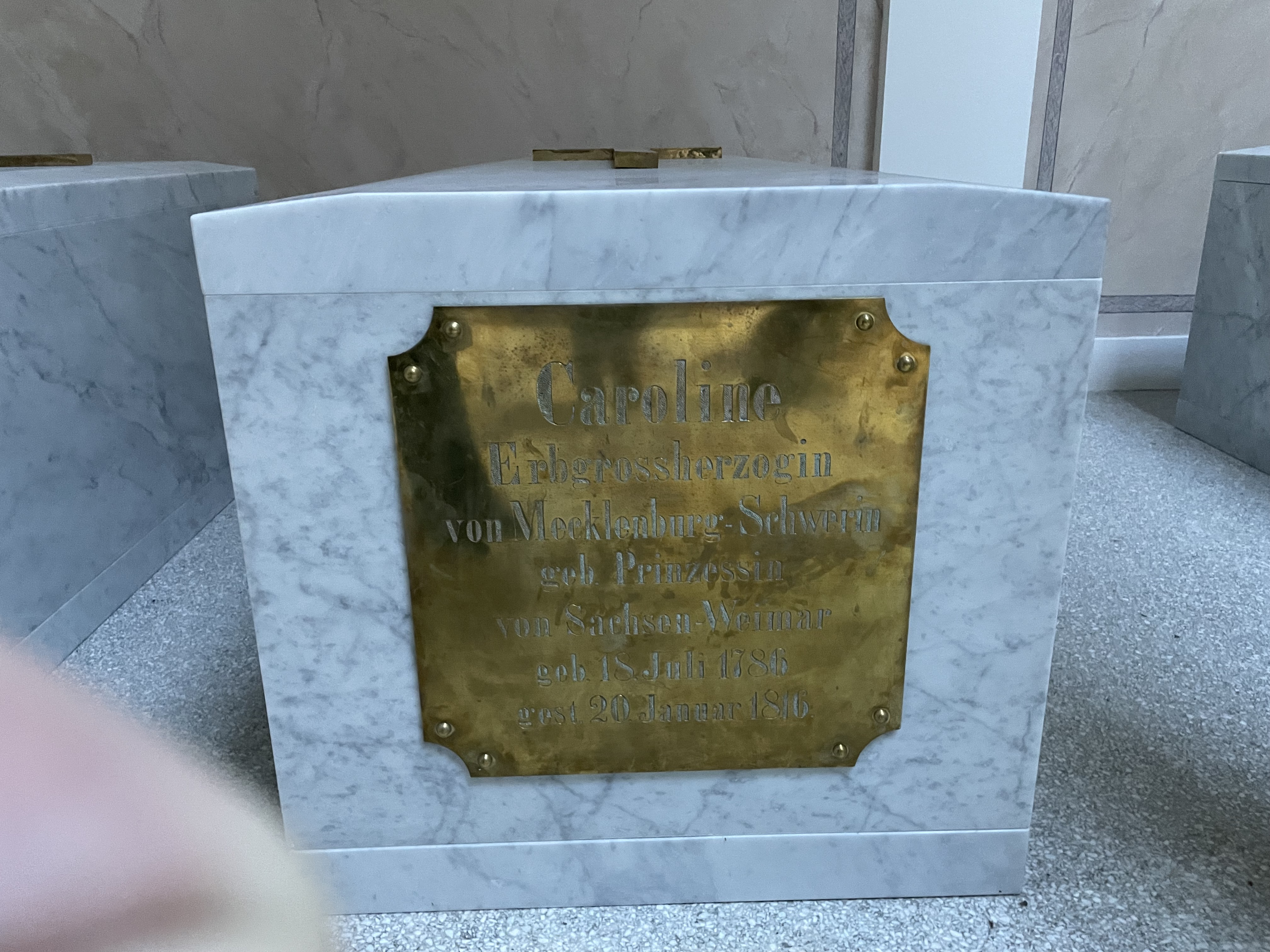
Inschrift: Caroline Erbgroßherzogin von Mecklenburg-Schwerin geb. Prinzessin von Sachsen-Weimar geb. 18. Juli 1786 gest. 20. Januar 1816
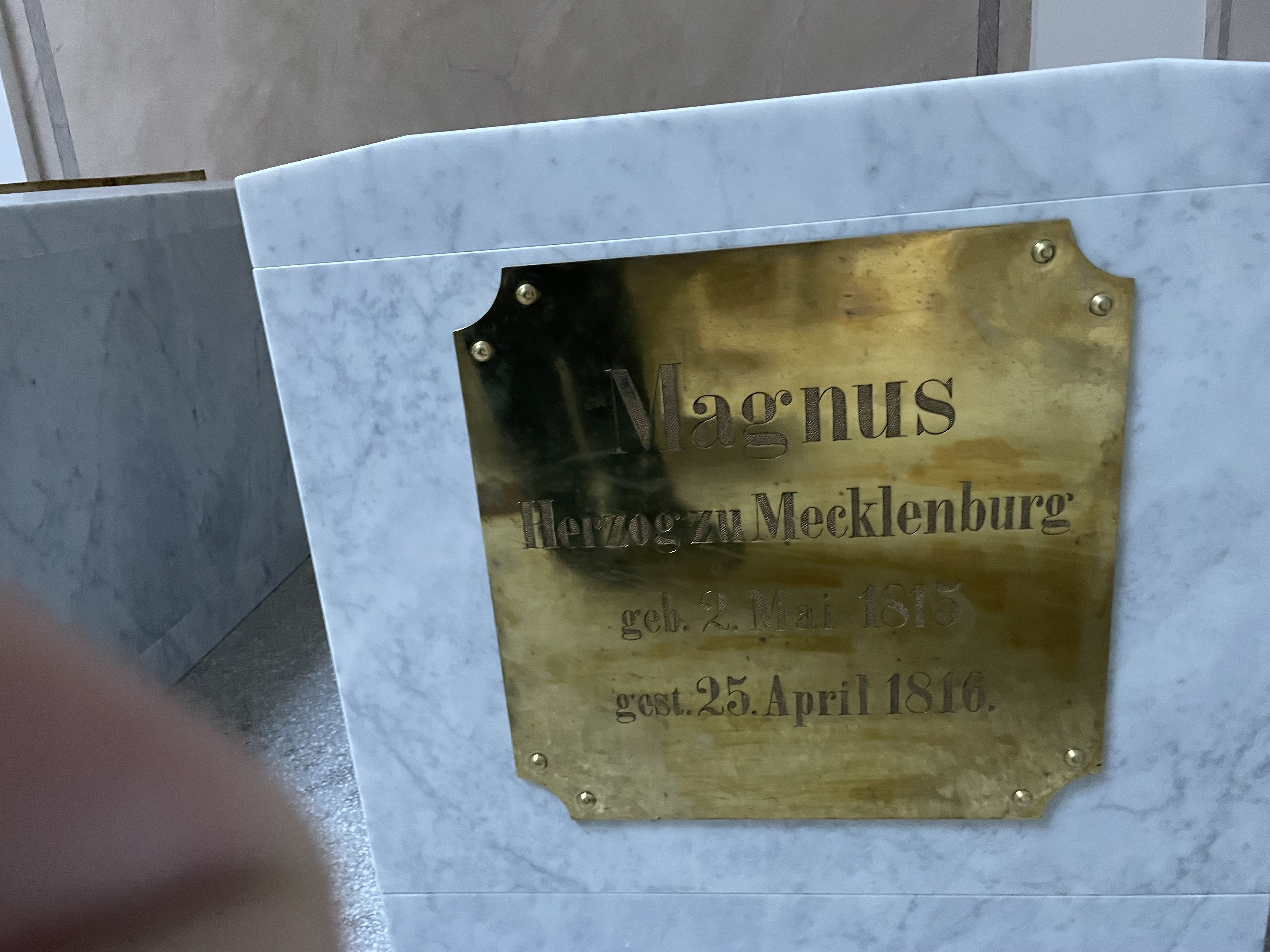
Inschrift: Magnus Herzog zu Mecklenburg geb. 2. Mai 1815 gest. 25. April 1816. 2.
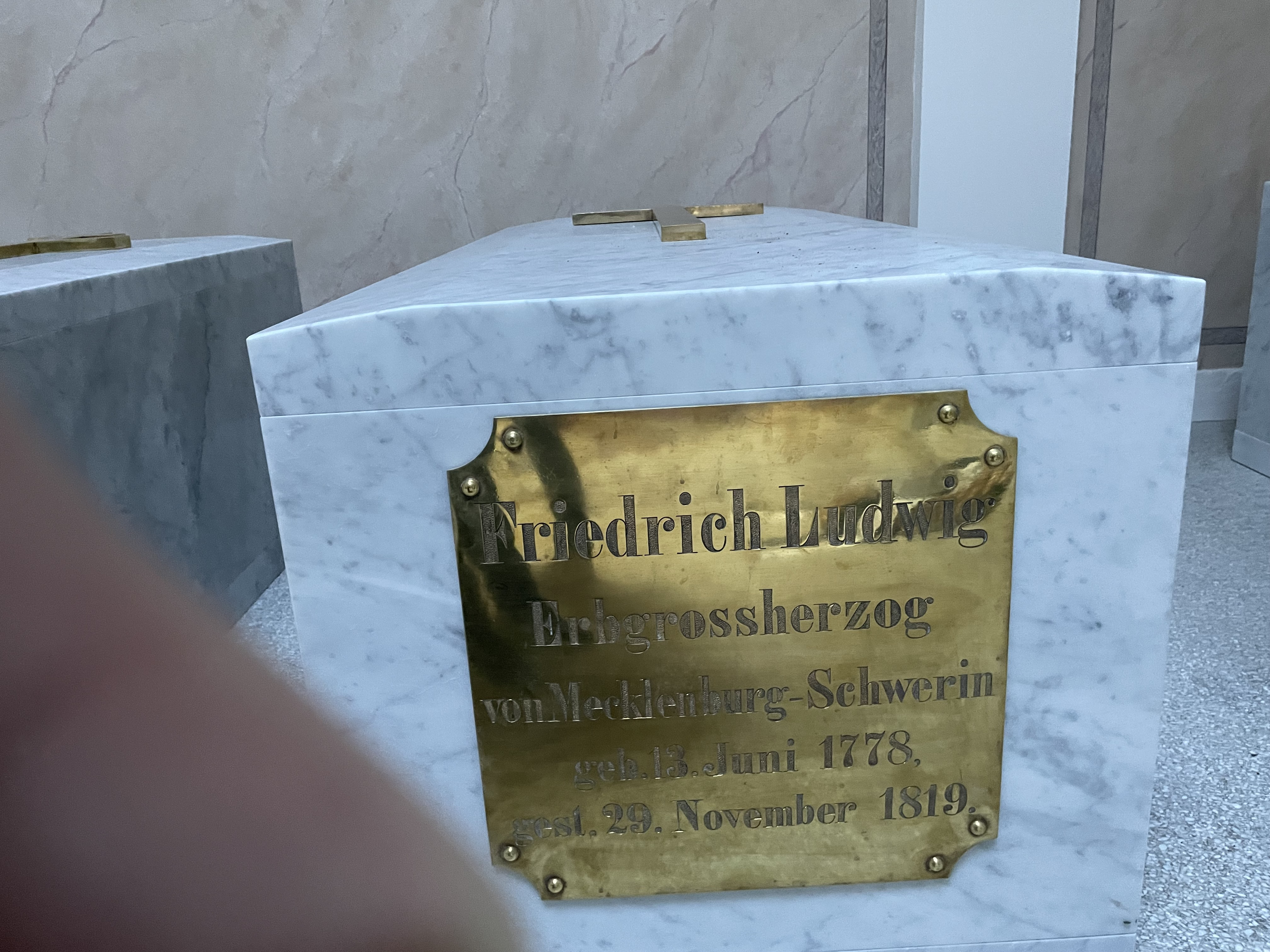
Inschrift: Friedrich Ludwig Erbgroßherzog von Mecklenburg-Schwerin geb. 13. Juni 1778, gest. 29. November 1819
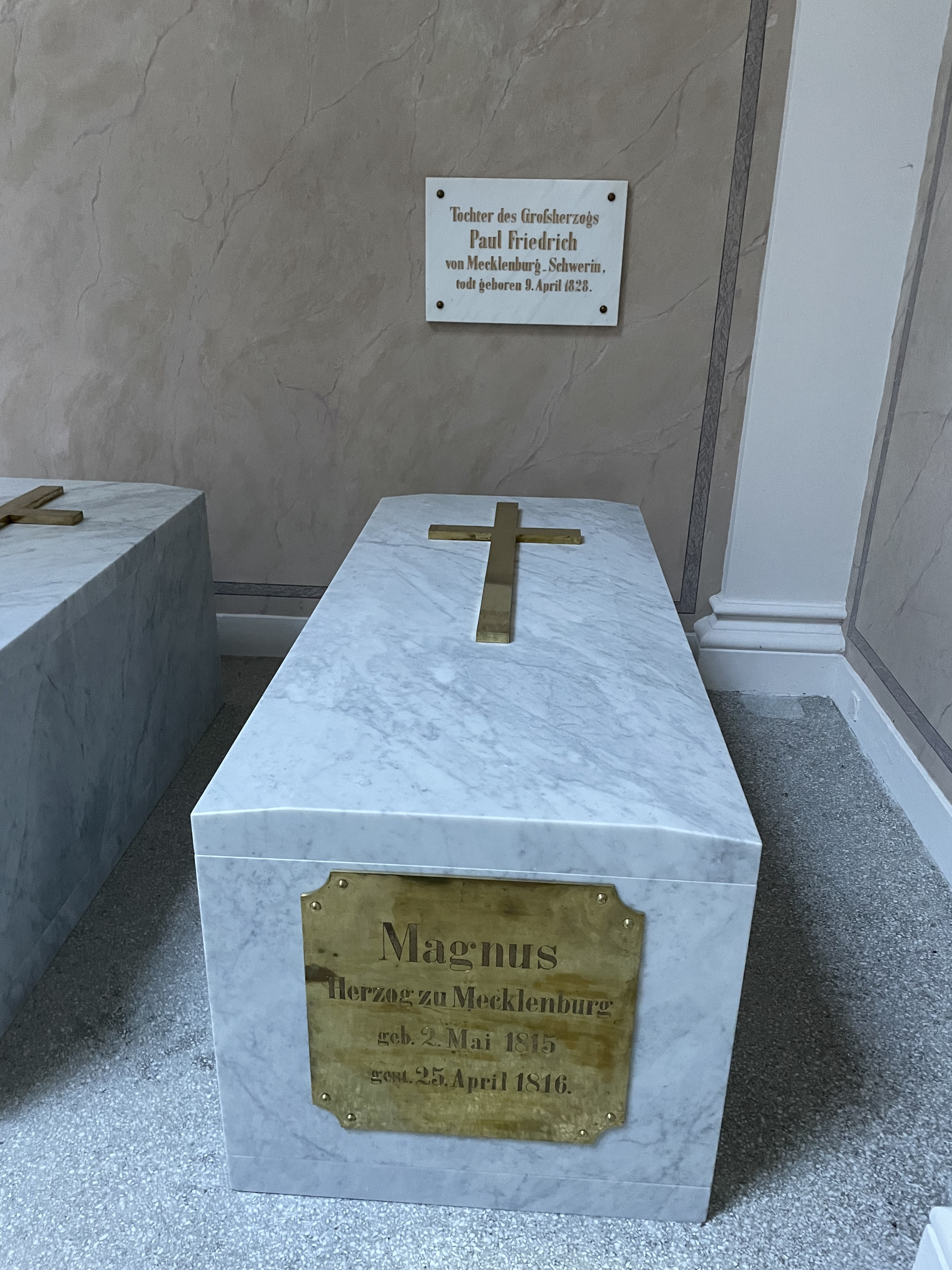
Inschrift: Tochter des Großherzogs Paul Friedrich von Mecklenburg-Schwerin, tot geboren 9. April 1828
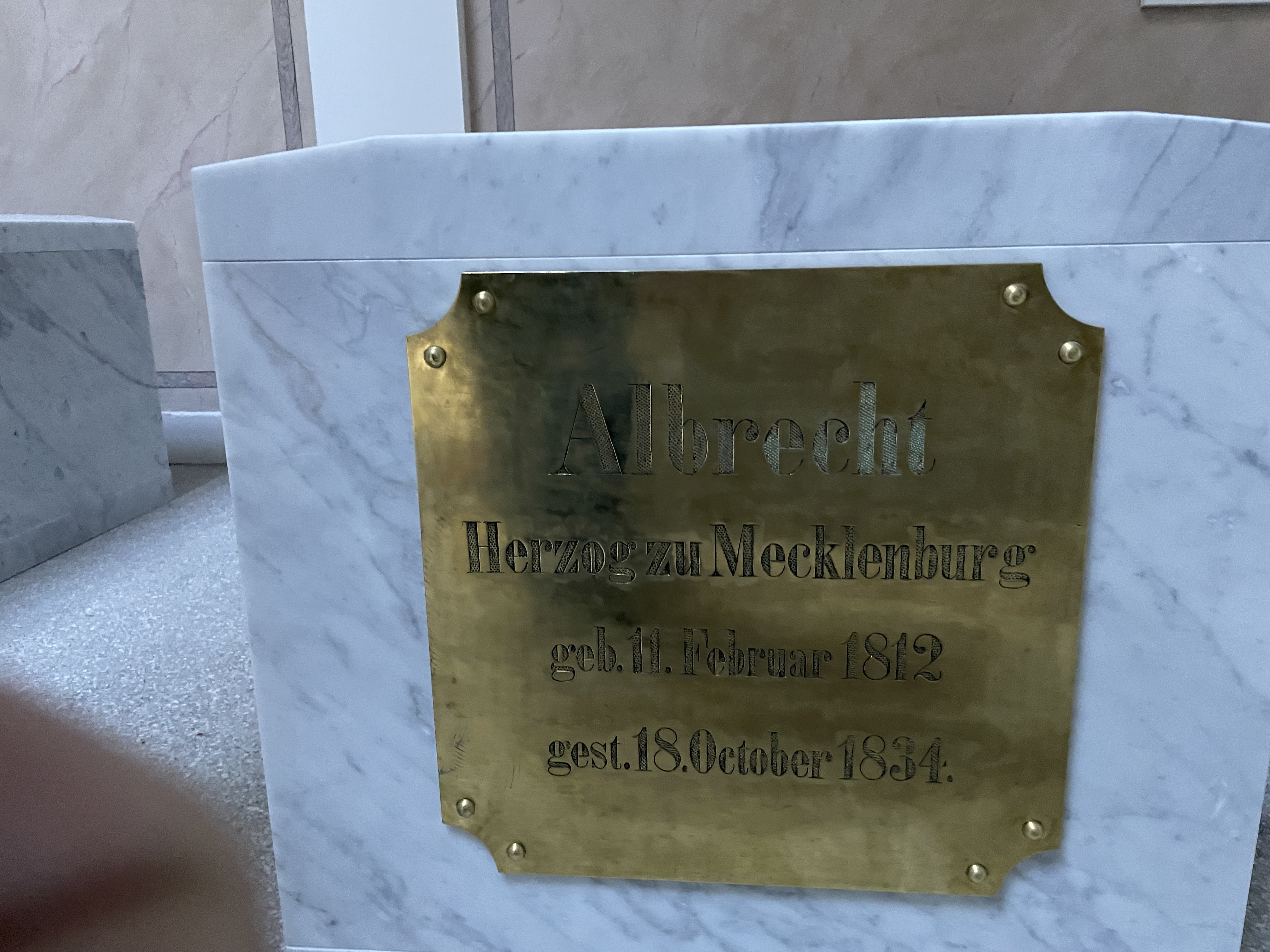
Inschrift: Albrecht Herzog zu Mecklenburg geb. 11. Februar 1812 gest. 18. Oktober 1834
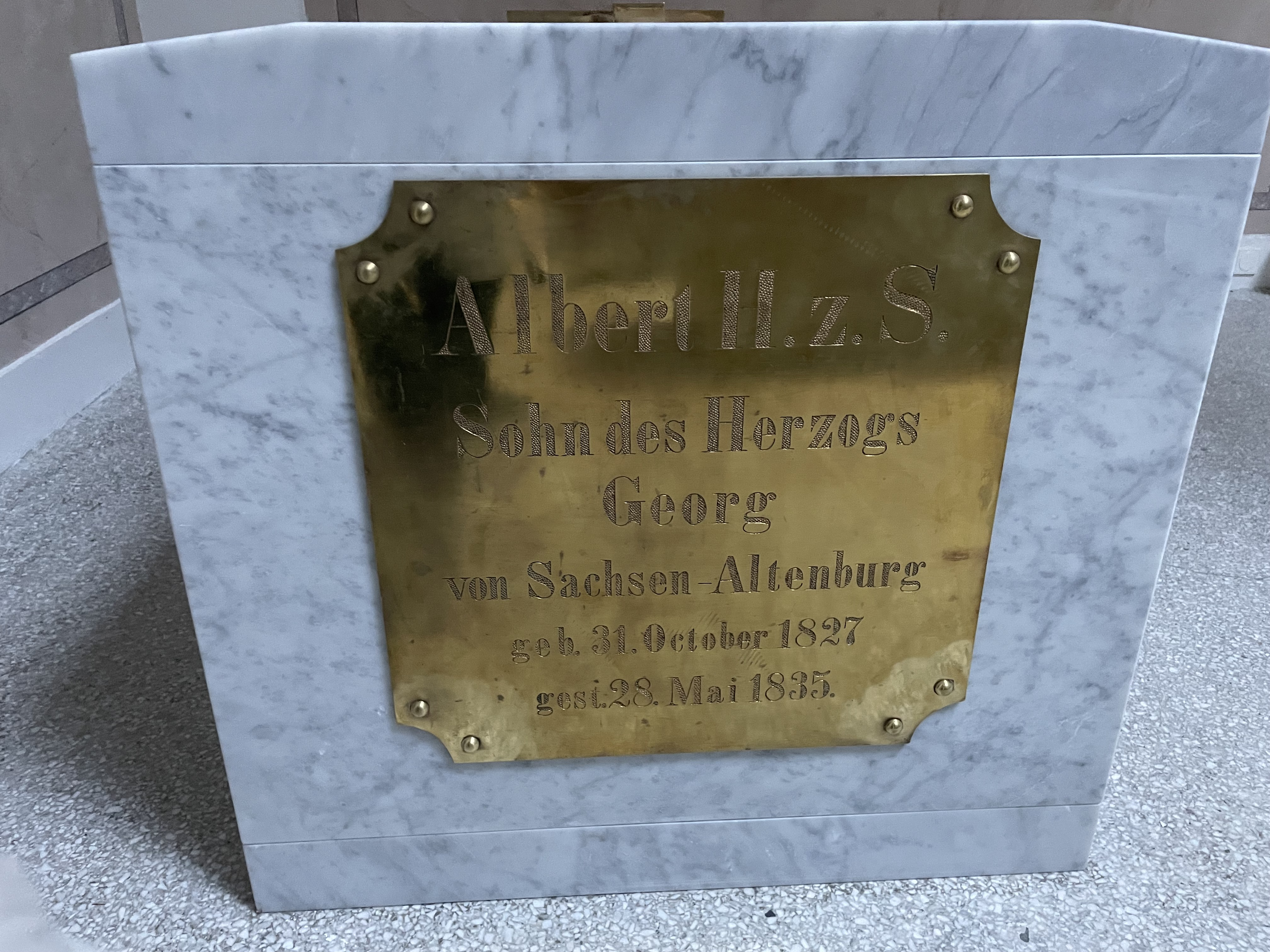
Inschrift: Albert II. z. S. Sohn des Herzogs Georg von Sachsen-Altenburg geb. 31. Oktober 1827 gest. 28. Mai 1835.
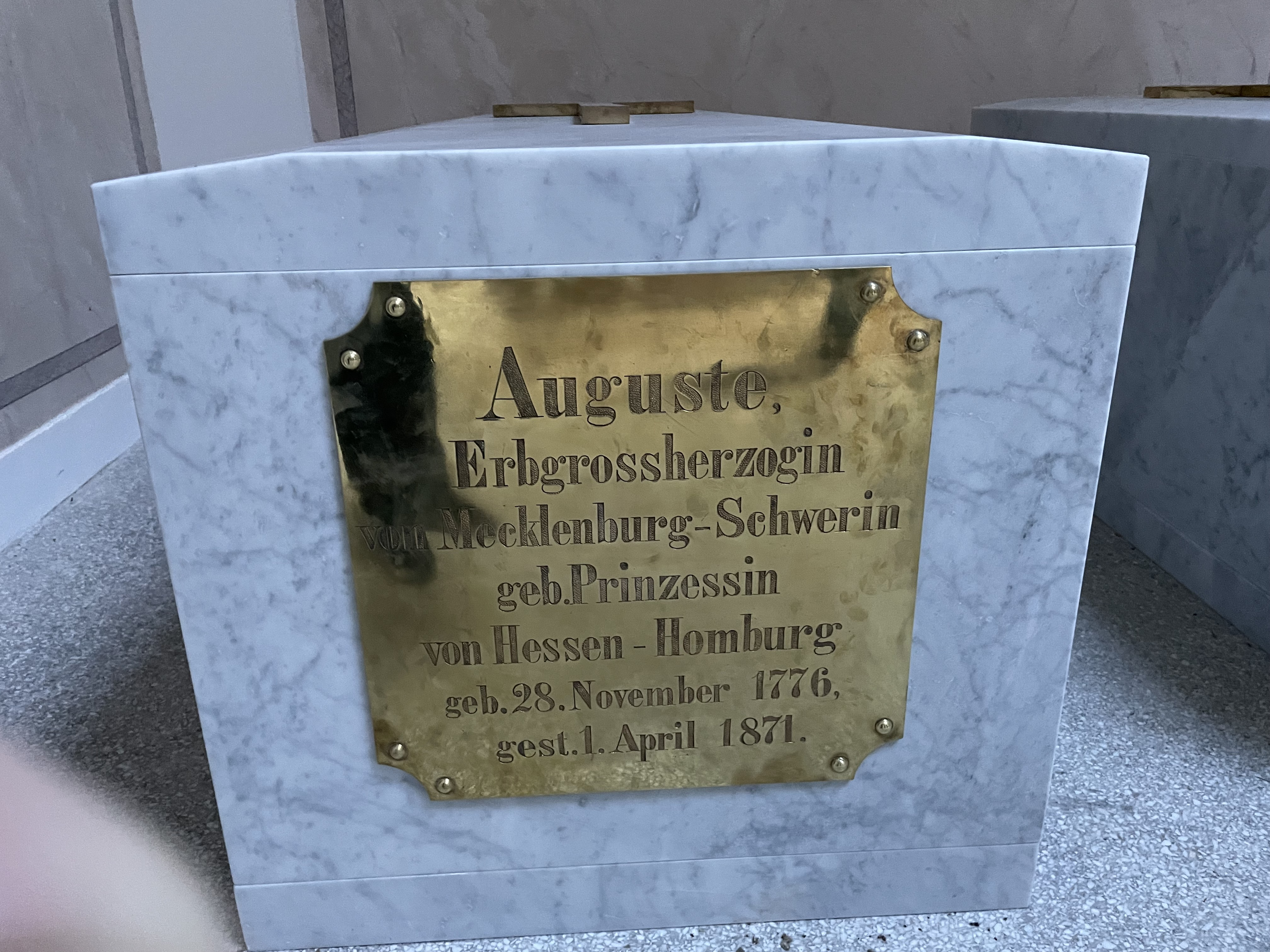
Inschrift: Auguste, Erbgroßherzogin von Mecklenburg-Schwerin geb. Prinzessin von Hessen-Homburg geb. 28. November 1776 gest. 1. April 1871
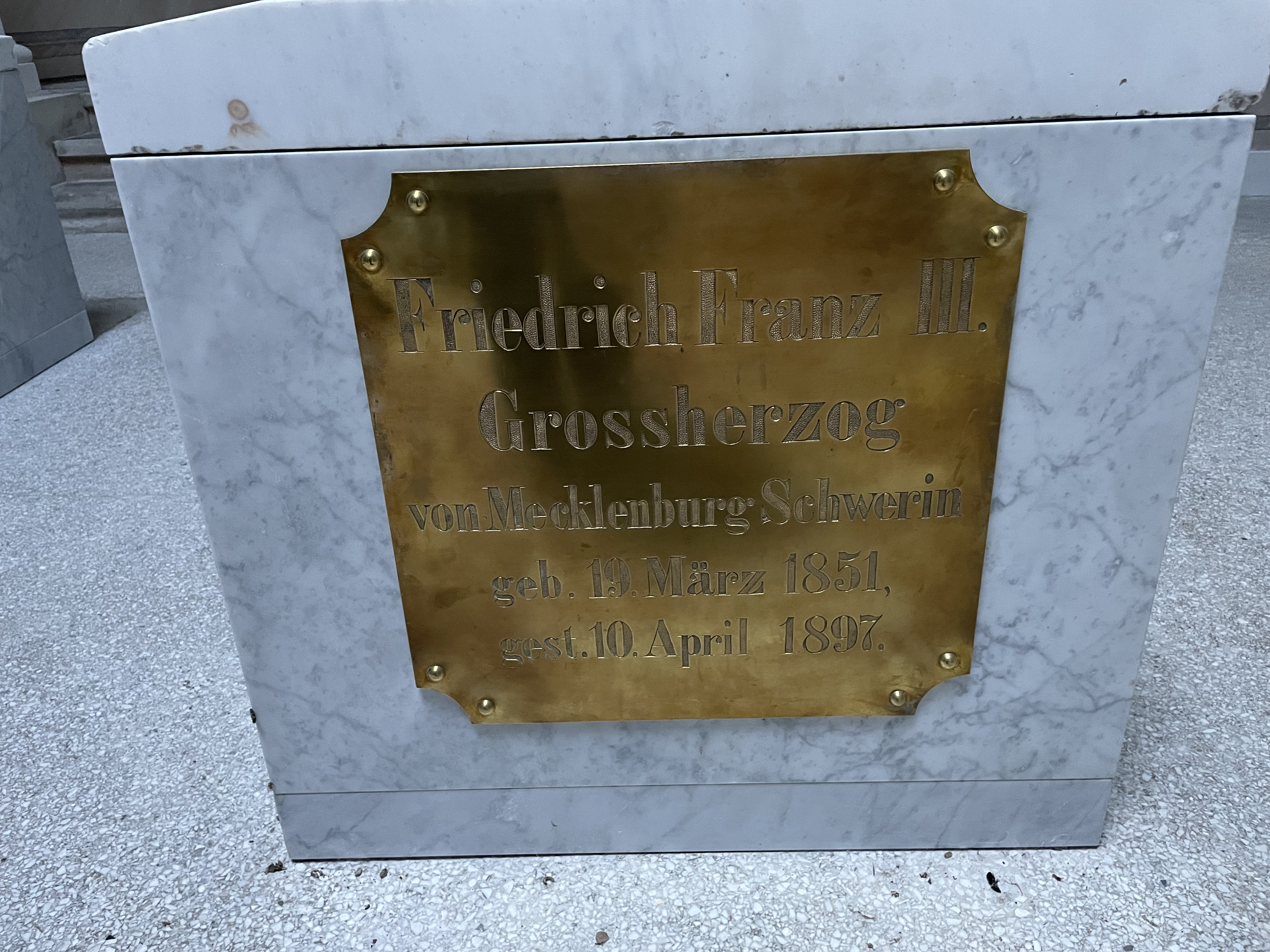
Inschrift: Friedrich Franz III. Großherzog von Mecklenburg-Schwerin geb. 19. März 1851, gest. 10. April 1897.
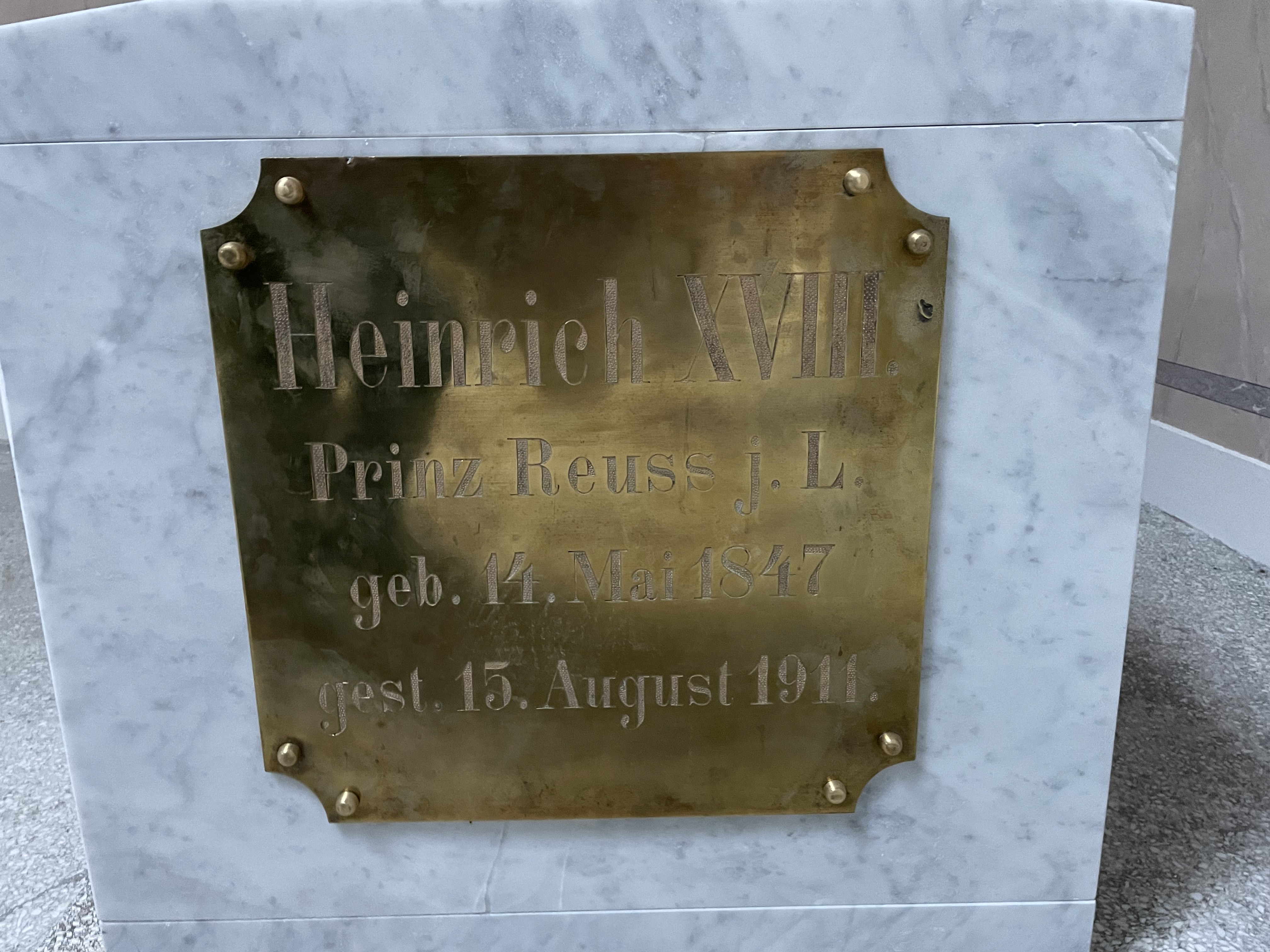
Inschrift: Heinrich XVIII. Prinz Reuss j. L. geb. 14. Mai 1847 gest. 15. August 1911.
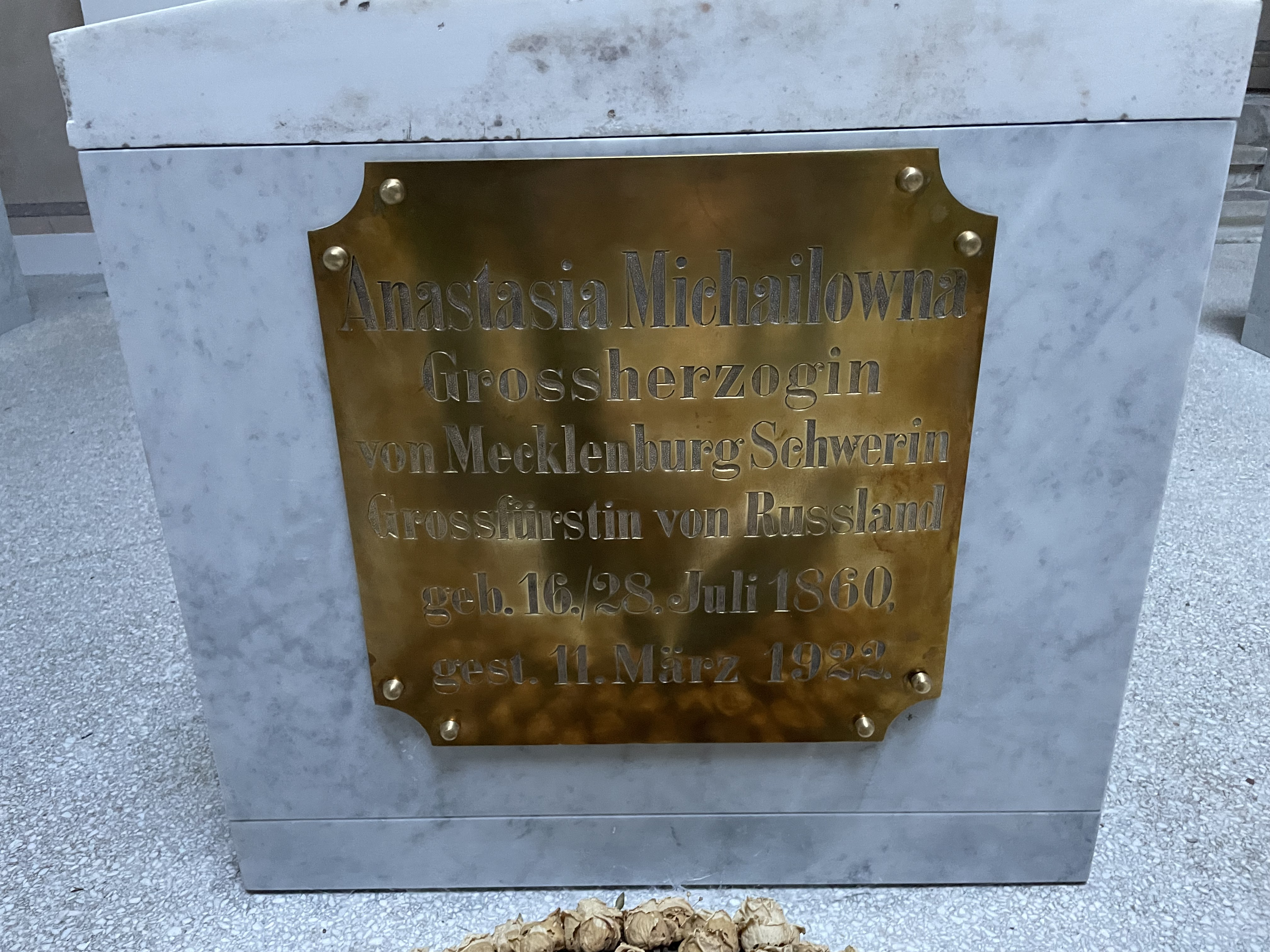
Inschrift: Anastasia Michailowa Großherzogin von Mecklenburg-Schwerin Grossfürstin von Russland geb. 16./28. Juli 1860 gest. 11. März 1922